# 誘惑のベルが鳴る
「誘惑のベルが鳴る」（ゆうわくのベルがなる）は、チャゲ&飛鳥（現：CHAGE and ASKA）の楽曲。自身の12作目のシングルとして、ワーナー・パイオニア（現：ワーナーミュージック・ジャパン）から1985年2月25日に発売された。

## 背景・リリース
アルバム『Z=One』からリカットされたシングルで、「オンリー・ロンリー」と同日に発売された:379。
本作と「オンリー・ロンリー」のシングルジャケットは、チャゲ（現：Chage）と飛鳥（現：ASKA）が一緒に写っている1枚の写真を分割したものであり、本作にはチャゲが写っている。
ワーナー・パイオニアから発売されたシングルとしては、本作が最後の作品となる。1985年10月にキャニオン・レコード（現：ポニーキャニオン）へ移籍している:379。

## 収録曲
| 全作詞: 松井五郎、全作曲: チャゲ。 |                      |           |            |          |      |
| #                                  | タイトル             | 作詞      | 作曲・編曲 | 編曲     | 時間 |
| 1.                                 | 「誘惑のベルが鳴る」 | 松井五郎  | チャゲ     | 瀬尾一三 | 4:00 |
| 2.                                 | 「真夜中の二人」     | 松井五郎  | チャゲ     | 平野孝幸 | 5:01 |
| 合計時間:                          | 合計時間:            | 合計時間: | 9:01       |          |      |

## 楽曲解説
1. 誘惑のベルが鳴る
チャゲがシングル表題曲のメインボーカルを担当するのはこれが初めてである。
アルバム『Z=One』のCD盤がキャニオン・レコード（現：ポニーキャニオン）、または東芝EMI（現：EMIミュージック・ジャパン）から再発売された際にはイントロが5秒ほど短く編集されていたが、ヤマハミュージックコミュニケーションズから再発売されたものではイントロが本来の長さに戻っている。
2. 真夜中の二人
ワーナー・パイオニアより発売されたLP盤及びCDに未収録であったが、アルバム『Z=One』がキャニオン・レコード（現：ポニーキャニオン）より再発売される際に、ボーナス・トラックとして収録された。

## 収録アルバム
- Z=One (#1,#2)
- Standing Ovation (#1)
- SUPER BEST (#1)
- SUPER BEST BOX SINGLE HISTORY 1979-1994 AND Snow Mail (#1)※リミックス・バージョン